# FC Germania Forst
Der Fußballclub „Germania“ Forst 1909 e. V. ist ein deutscher Fußballverein aus der nordbadischen Gemeinde Forst im Landkreis Karlsruhe in Baden-Württemberg.

## Geschichte
Der FC Germania Forst wurde am 7. April 1909 gegründet. Im Juni 1919 folgte die Aufnahme in den Süddeutschen Fußballverband. Dort schaffte man auf Anhieb die Meisterschaft in der C-Klasse. Im Jahr 1920 errang der FC die Meisterschaft in der B-Klasse und stieg in die Kreisklasse auf. Im Jahr 1934 folgte der Aufstieg in die Fußball-Bezirksklasse Mittelbaden, in der sich der Verein bis zum Abstieg 1937 halten konnte.
Ab 1957/58 begann die erfolgreiche Zeit mit dem Aufstieg in die 2. Amateurliga. Mehrere Jahre spielte man dort stets an der Spitze bis im Jahr 1963 die Meisterschaft gelang und der Verein in die höchste Amateurklasse der 1. Amateurliga Nordbaden aufstieg.
In der Saison 1965/66 wurde Germania Forst nordbadischer Amateurmeister. In der Aufstiegsrunde zur Regionalliga Süd war der Schwarzwald-Bodensee-Meister FC 08 Villingen am Ende einen Punkt besser als Forst.
Die zweite nordbadische Meisterschaft wurde am Ende der Saison 1968/69 gefeiert. Der Aufstieg zur Regionalliga Süd war den Nordbadenern wieder verwehrt, denn der VfR Heilbronn hatte zwei Punkte mehr auf dem Konto und stieg auf. Nach zwölf Jahren Zugehörigkeit musste man am Ende der Saison 1974/75 aus der 1. Amateurliga absteigen.
Im Jahr 1977 konnte sich die Germania zur Auflösung der 2. Amateurliga als Drittletzter nicht für die neu geschaffene Landesliga qualifizieren und wurde in die Bezirksliga zurückgestuft. Nach einigen Jahren in der Bezirksliga gelang im Jahr 1985 die Bezirks-Meisterschaft und damit der Aufstieg in die Landesliga.
Zwei Jahre später feierte man auch dort wieder die Meisterschaft und stieg im Jahr 1987 in die Verbandsliga auf. Im Jahr 1992 musste man als Viertletzter wieder zurück in die Landesliga. 1996 nahm man als Vizemeister an Aufstiegsspielen zur Verbandsliga Nordbaden teil. Im Jahr 1998 gelang dann als Meister der Wiederaufstieg in die Verbandsliga, in der man bis zum nächsten Abstieg 2003 spielte. Ein Jahr später folgte der erneute Abstieg in die Kreisliga. Im Jahr 2007 ging es von dort wieder zurück in die Landesliga. Mit der Meisterschaft 2009 folgte nochmals ein einjähriger Abstecher in die Verbandsliga. Mehrere Auf- und Abstiege zwischen Landes- und Kreisliga folgten. Zurzeit spielt die Mannschaft in der Kreisliga.

## Erfolge
- Meister der Landesliga Mittelbaden: 1987, 1998, 2009

## Mannschaften
- Neben zwei aktiven Fußball-Seniorenmannschaften spielt der Verein auch mit einer Frauenmannschaft (SG Graben/Forst).
- In der Fußball-Jugend spielt man durchgehend in allen Altersklassen von den Bambinbis und der F- bis zur A-Jugend.

## Vereinsstätte
Der Verein spielt und trainiert im 1995 erbauten Waldseestadion am Rande der Gemeinde. Das Stadion verfügt über 3 vollwertige Spielfelder, von welchen eines mit einer Tribüne und einer Tartanbahn ausgestattet sind. Außerdem verfügt das Stadion über einen kleineren Nebenplatz, auf welchem beispielsweise Jugendmannschaften trainieren können. Direkt am Gelände befindet sich auch die Vereinsgaststätte, welche unter dem Namen „Clubbi“ von ehrenamtlichen Mitgliedern des Vereins bewirtet wird.
Im Winter weichen die Mannschaften zum Training gelegentlich auch in die nahe gelegene Waldseehalle aus.

## Oktoberfest
Der Verein organisierte seit 2005 ein traditionelles Oktoberfest, welches bis 2019 vor dem Vereinsgelände des Clubs stattfand und in 4 Tagen rund 2500 Besucher verzeichnete. Die Veranstaltung hob sich besonders durch das bayrische Bier des Hofbräuhaus Traunstein und die Musik einer authentischen Blaskapelle aus der Gemeinde Otting (Waging am See) hervor. In den Jahren 2020 und 2021 fiel das Fest pandemiebedingt aus.